# Hydrophis lamberti
Hydrophis lamberti är en ormart som beskrevs av Smith 1917. Hydrophis lamberti ingår i släktet Hydrophis och familjen giftsnokar och underfamiljen havsormar. Inga underarter finns listade i Catalogue of Life.
Denna orm förekommer i havet nära kusterna i Sydostasien. Utbredningsområdet sträcker sig från norra Vietnam till södra Malackahalvön samt till centrala Filippinerna. Arten vistas i regioner med sand på havets botten.  Honor lägger inga ägg utan föder levande ungar.
Hydrophis lamberti fångas för hudens skull. Hela populationen antas vara stor. IUCN kategoriserar arten globalt som livskraftig.